# Hysterochelifer gracilimanus
Hysterochelifer gracilimanus är en spindeldjursart som beskrevs av Beier 1949. Hysterochelifer gracilimanus ingår i släktet Hysterochelifer och familjen tvåögonklokrypare. Inga underarter finns listade i Catalogue of Life.